# Hasarius mahensis
Espèce
Statut de conservation UICN

 CR B1ab(iii)+2ab(iii) : 
En danger critique
Hasarius mahensis est une espèce d'araignées aranéomorphes de la famille des Salticidae.

## Distribution
Cette espèce est endémique des Seychelles. Elle se rencontre sur Mahé.

## Étymologie
Son nom d'espèce, composé de mah[e] et du suffixe latin -ensis, « qui vit dans, qui habite », lui a été donné en référence au lieu de sa découverte, Mahé.

## Publication originale
- Wanless, 1984 : Araneae-Salticidae. Contributions à l'étude de la faune terrestre des îles granitiques de l'archipel des Séchelles (Mission P.L.G. Benoit - J.J. Van Mol). Annales du Musée Royal de l'Afrique Centrale, vol. 241, p. 1-84.